# 奈良県道・京都府道47号天理加茂木津線
奈良県道・京都府道47号天理加茂木津線（ならけんどう・きょうとふどう47ごう てんりかもきづせん）は、奈良県天理市から京都府木津川市に至る府県道（主要地方道）である。

## 概要
奈良県天理市福住町福住インターチェンジを起点に京都府木津川市木津に至る。路線の大半が山の中を縫って走っている。

### 路線データ
建設省告示に基づく起終点および経過地は次のとおり
- 起点：天理市（福住町＝国道25号交点）
- 終点：相楽郡木津町[注釈 1]（木津川市木津駅前一丁目1[2]、木津交差点＝国道24号・国道163号交点）
- 重要な経過地：奈良市、相楽郡加茂町[注釈 1]
- 路線延長：
  - 奈良県管理延長：
  - 京都府管理延長：12.5479 km[3]

## 歴史
- 1993年（平成5年）5月11日
  - 建設省（現・国土交通省）が一般県道大柳生天理線、一般府県道大柳生木津線の一部、一般府道木津加茂線を天理加茂木津線として主要地方道に指定[1]。
- 1994年（平成6年）4月1日
  - 奈良県および京都府が天理加茂木津線として府県道認定。路線番号は47号[4][5]。同日、京都府が一般地方道106号大柳生木津線を廃止[6]。
  - なお、京都府道47号は1967年（昭和42年）2月1日から1993年3月31日まで兵庫県道33号・京都府道47号但東久美浜線（現・国道482号の一部）に使われていた。

## 路線状況

### 重複区間
- 国道25号（天理市福住町 地内）
- 奈良県道80号奈良名張線（奈良市田原 - 奈良市日笠町）
- 国道369号（奈良市大柳生町 地内）
- 奈良県道33号奈良笠置線（奈良市須川町 - 北村町）
- 京都府道752号高田東鳴川線（木津川市加茂町岩船三大 - 木津川市加茂町岩船上下大）
- 京都府道44号奈良加茂線（木津川市加茂町里附近）
- 国道163号（東中央線・木津東バイパス経由、木津川市鹿背山 - 木津川市木津駅前一丁目）
- 国道24号（東中央線・木津東バイパス経由、木津川市木津 - 木津川市木津駅前一丁目）

## 地理

### 通過する自治体
- 奈良県
  - 天理市 - 奈良市
- 京都府
  - 木津川市

### 交差する道路
| 交差する道路              | 交差する場所 | 交差する場所 | 交差する場所 | 交差する場所   | 備考                                           |
| ------------------------- | ------------ | ------------ | ------------ | -------------- | ---------------------------------------------- |
| 国道25号（名阪国道）      | 奈良県       | 天理市       | 天理市       | 福住IC         | ※ここから天理市福住町まで国道25号と重複        |
| 奈良県道192号福住横田線   | 奈良県       | 天理市       | 天理市       | 福住インター北 |                                                |
| 奈良県道186号福住矢田原線 | 奈良県       | 天理市       | 天理市       | （福住町）     |                                                |
| 国道25号                  | 奈良県       | 天理市       | 天理市       | （福住町）     |                                                |
| 国道369号                 | 奈良県       | 奈良市       | 奈良市       | 杣ノ川         |                                                |
| 奈良県道80号奈良名張線    | 奈良県       | 奈良市       | 奈良市       | 田原           |                                                |
| 奈良県道183号日笠東金坊線 | 奈良県       | 奈良市       | 奈良市       | （日笠町）     |                                                |
| 奈良県道80号奈良名張線    | 奈良県       | 奈良市       | 奈良市       | （日笠町）     |                                                |
| 国道369号                 | 奈良県       | 奈良市       | 奈良市       | 大柳生         |                                                |
| 奈良県道184号須山西狭川線 | 奈良県       | 奈良市       | 奈良市       | （須川町）     |                                                |
| 奈良県道33号奈良笠置線    | 奈良県       | 奈良市       | 奈良市       | 須川           | ※ここから奈良市北村町まで県道33号と重複        |
| 奈良県道33号奈良笠置線    | 奈良県       | 奈良市       | 奈良市       | （北村町）     |                                                |
| 京都府道752号高田東鳴川線 | 京都府       | 木津川市     | 木津川市     | ミロクの辻     |                                                |
| 京都府道752号高田東鳴川線 | 京都府       | 木津川市     | 木津川市     | 岩船寺口       |                                                |
| 京都府道44号奈良加茂線    | 京都府       | 木津川市     | 木津川市     | 常念寺前       | ※ここから木津川市加茂町里まで府道44号と重複    |
| 京都府道44号奈良加茂線    | 京都府       | 木津川市     | 木津川市     | （加茂町里）   |                                                |
| 国道163号（東中央線）     | 京都府       | 木津川市     | 木津川市     | 鹿背山         | ※ここから終点まで国道163号と重複               |
| 京都府道754号木津横田線   | 京都府       | 木津川市     | 木津川市     | 城山台南       |                                                |
| 国道24号                  | 京都府       | 木津川市     | 木津川市     | 大谷           | ※ここから終点まで国道163号に加え国道24号と重複 |
| 国道24号                  | 京都府       | 木津川市     | 木津川市     | 木津           |                                                |

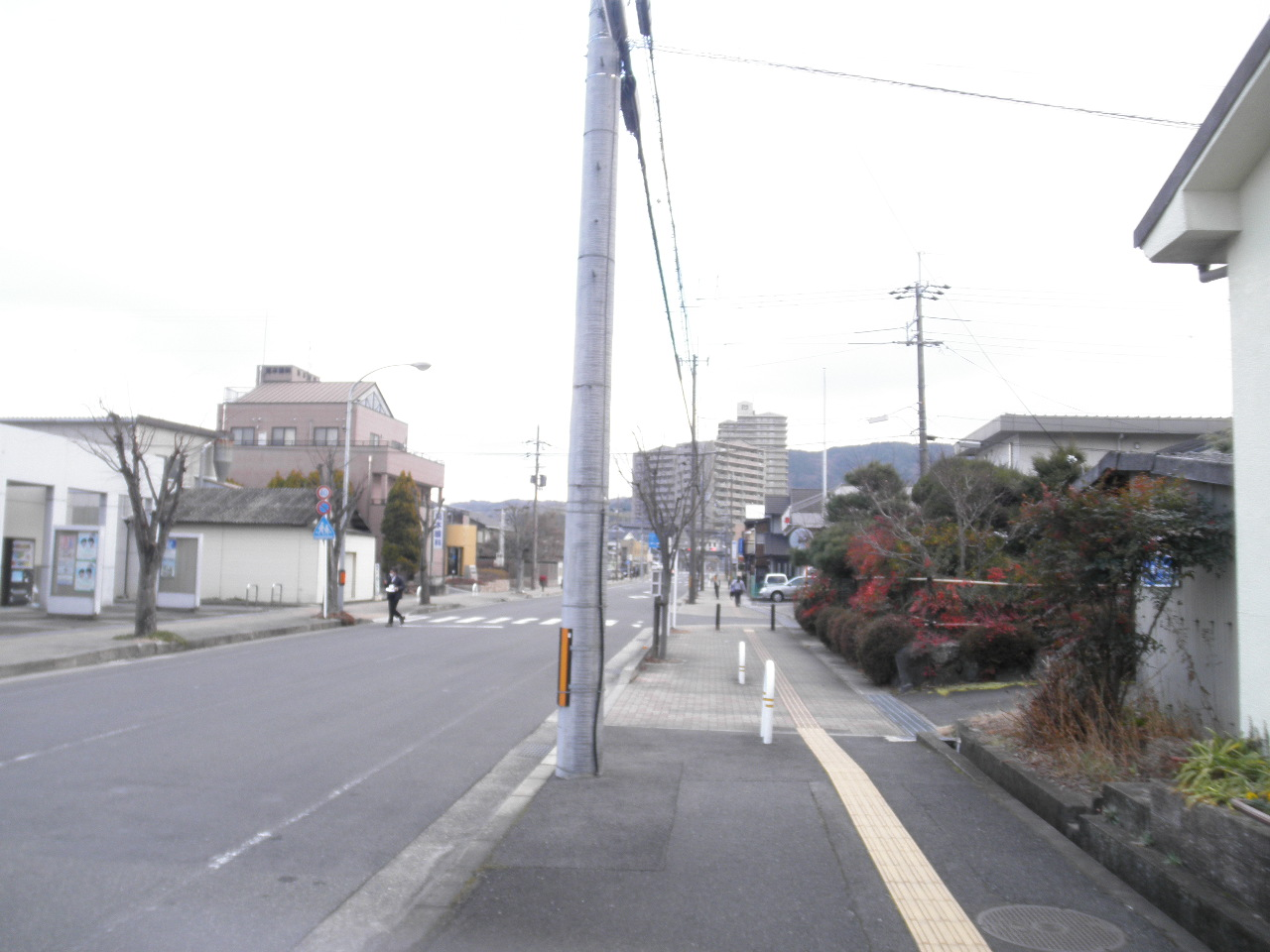
京都府木津川市加茂町里字西鳥口

※ 交差する場所の括弧書きは地名、それ以外は交差点名で表示

### 沿線
- 天理市立福住小学校
- 福住城跡
- 天津大熊神社
- 山田簡易郵便局
- ゴルフパークナパラ
- 天理市立山田保育所
- 奈良市立田原中学校、田原小学校、田原幼稚園
- 奈良市東消防署 東部分署
- 大柳生郵便局
- 奈良柳生カントリークラブ
- 奈良市役所 東部出張所
- 奈良市立興東中学校
- 奈良市立相和小学校
- 木津川市立当尾小学校、当尾保育所
- 木津川市立加茂小学校
- 山城加茂郵便局
- 木津川市役所 加茂支所（旧・加茂町役場）
- 当尾磨崖仏文化財環境保全地区（いわゆる「当尾の石仏」地区）
- 西日本旅客鉄道（JR西日本）大和路線、関西本線 加茂駅
- ダイトー化成
- NTT西日本 奈良支店須川別館
- 相楽中部消防本部
- 小倉電器 京都工場
- 木津地方合同庁舎（木津区検察庁、京都地方法務局木津出張所、公共職業安定所木津出張所）
- 西日本旅客鉄道（JR西日本）奈良線、学研都市線、大和路線 木津駅
- 公立山城病院